# Islas de San Pedro y San Pablo
Las islas de San Pedro y San Pablo o, simplemente, islas de San Pedro (en ruso: Острова Петра, Ostrova Petra) son un grupo de islas costeras que se encuentran en el mar de Láptev, muy cerca de la costa de Siberia. Son islas que están cerca unas de otras y recibieron sus nombres de los Apóstoles cristianos: dos de estas islas son las llamadas de San Pedro, otras están dedicadas a San Andrés (Ostrova Andreia) y otra a San Pablo (Ostrov Pavla).
Las islas de San Pedro están cubiertas con vegetación de tundra, hielo y guijarros. Están rodeadas por estrechas cadenas de playa y zanjas. Se encuentran en la costa oriental de la península de Taimir, entre la bahía Maria Pronchishcheva y la bahía de Faddey. El grupo está formado por dos islas mayores separadas por el estrecho de Mod (пролив Мод, Proliv Mod) y una veintena de islas, islotes y lenguas de arena menores. Las principales islas del grupo son:
- isla San Pedro Norte (ostrov Petr-Severnyy), la isla más grande, con una superficie de 175 km². Está muy cerca de la costa, separada de ella por un estrecho de sólo 1,2 km de ancho en su punto más estrecho. (76°40′N, 112°25′E).

- 'isla San Pedro Sur (ostrov Petr-Yuzhnyy), significativamente más pequeña que su vecina norteña. Se encuentra a 9 km al suroeste de Ostrov Petr-Severnyy y está más alejada de la costa. (76°20′N, 113°15′ E).

- Dozhdevoy, Vstrech, Bezymyannyy, Serpovidnyy y Kleshnya, las mayores de las  islas menores.

El clima es ártico y severo con frecuentes ventiscas en el invierno. El mar que rodea estas islas está cubierto con hielo rápido la mayor parte del año y está obstruida por bancos de hielo incluso en el verano, de manera que estas islas están unidas al continente y los animales pueden cruzar el hielo.
Este grupo de islas pertenece a la división administrativa del krai de Krasnoyarsk, en Rusia.
Ninguna de estas islas tiene gran importancia histórica, salvo por el hecho de que están muy cerca de la Ruta del Mar del Norte.

## Islas próximas
Otras islas próximas, a veces consideradas parte del grupo San Pedro, son las siguientes:
- La isla de San Andrés (Остров Андрея; Ostrov Andreia) es una isla de características similares a las anteriores que queda alrededor de 40 km más al noroeste siguiendo la costa. Esta isla, la isla de San Pablo (Остров Павла; Ostrov Pavla) y la isla Koshka (Остров Кошка; Ostrov Koshka), una isla cortera larga y estrecha que queda cerca, a veces están incluidas dentro del mismo grupo, las islas de San Andrés (Острова Андрея; Ostrova Andreia).
- La isla Vos'mogo Marta (Остров Восьмого Марта) se encuentra a tan sólo 8,5 km al sur del extremo suroeste de Petr-Yuzhnyy.
- La isla Psov (Остров Псов) tiene 4 km de largo y 3 km de ancho. Queda más abajo en la costa, a 43 km del extremo sureste de Petr-Yuzhnyy.